# Инзеруми (Ђенова)
Инзеруми је насеље у Италији у округу Ђенова, региону Лигурија.
Према процени из 2011. у насељу је живело 12 становника. Насеље се налази на надморској висини од 658 м.